# Arbeiter-Arbeiterinnen Partei Deutschland
Die Arbeiter-Arbeiterinnen Partei Deutschland (bis 7. Mai 2011 Arbeiter-/-rinnen Partei Deutschland, Kurzbezeichnung: APD) war eine 2006 gegründete deutsche Kleinpartei, die nur in Mecklenburg-Vorpommern tätig war. Neben dem Bundesverband existierte ein Landesverband Mecklenburg-Vorpommern.

## Programm
Als Kernpunkte der Parteiarbeit und des Parteiprogramms sah die APD:
1. Frieden auf der Welt
2. Arbeit für Alle
3. Jedem Jugendlichen einen Ausbildungsplatz
4. Gleiche Arbeit – gleicher Lohn
5. Kostenfreie Ganztagsbetreuung und Bildung unserer Kinder
6. Wir sind gegen einen neuen Faschismus in Deutschland
7. Bessere Gesundheitspolitik! Keine Zuzahlungen, eine Krankenkasse in die Alle einzahlen
8. Stärkung der Demokratie – Volksabstimmungen
9. Rente mit 60
10. Besserer Schutz der Tiere und der Umwelt! Atom(waffen)freies Deutschland

## Wahlen
Die APD trat 2006 bei der Landtagswahl in Mecklenburg-Vorpommern an und erreichte mit 774 Stimmen einen Anteil von 0,095 Prozent der gültigen Zweitstimmen. Bei der Bundestagswahl 2009 trat Hartmut Rusin als Einzelbewerber für die APD im Bundestagswahlkreis Rostock an und erreichte 565 Stimmen bzw. 0,4 %. Zur Landtagswahl 2011 trat sie erneut an und konnte sich auf 868 Stimmen verbessern.